# Eliminatórias para o Campeonato Africano das Nações de 2021
As Eliminatórias para o  Campeonato Africano das Nações de 2021 foram uma competição de futebol na qual definidas as 24 seleções que participaram do Campeonato Africano das Nações de 2021. Camarões, apesar de classificado automaticamente como anfitrião, jogou o processo eliminatório como forma de obter prática competitiva. Participaram 52 seleções.

## Formato
Composta por duas etapas, as eliminatórias começaram com uma rodada preliminar, disputada em jogos de ida e volta, envolvendo 8 equipes determinadas pelo último ranking da FIFA. Os quatro vencedores avançaram para a fase de grupos, juntando-se às 44 seleções restantes que entraram diretamente. As 48 equipes foram divididas em doze grupos de 4 equipes cada e os dois primeiros colocados de cada grupo ganharam um ingresso para a fase final em 2021, no Camarões.

## Calendário
O calendário compreendeu as seguintes datas:
| Fase              | Rodada   | Datas                                |
| ----------------- | -------- | ------------------------------------ |
| Rodada preliminar | Ida      | 7 de outubro de 2019                 |
| Rodada preliminar | Volta    | 15 de outubro de 2019                |
| Fase de grupos    | Primeira | 11 – 19 de novembro de 2019          |
| Fase de grupos    | Segunda  | 11 – 19 de novembro de 2019          |
| Fase de grupos    | Terceira | 31 de agosto – 8 de setembro de 2020 |
| Fase de grupos    | Quarta   | 31 de agosto – 8 de setembro de 2020 |
| Fase de grupos    | Quinta   | 5 – 13 de outubro de 2020            |
| Fase de grupos    | Sexta    | 9 – 17 de novembro de 2020           |

## Sorteio
O sorteio foi realizado em 18 de julho de 2019, no Cairo, Egito. A distribuição dos potes levou em consideração o ranking da FIFA publicado em 14 de junho de 2019 (indicado entre parênteses), adquirindo a composição abaixo. Eritreia e Somália, as duas piores colocadas do continente, optaram em não participar e não compuseram os potes do sorteio.
| Pote 1 | Pote 2 | Pote 3 | Pote 4 | Pote 5 |
| --- | --- | --- | --- | --- |
| - Senegal (22) - Tunísia (25) - Nigéria (45) - Marrocos (47) - RD Congo (49) - Gana (50) - Camarões (51) - Egito (58) - Burquina Fasso (59) - Mali (62) - Costa do Marfim (62) - Argélia (68) | - Guiné (71) - África do Sul (72) - Cabo Verde (76) - Uganda (80) - Zâmbia (81) - Benim (88) - Gabão (89) - Congo (90) - Mauritânia (103) - Níger (104) - Quénia (105) - Líbia (105) | - Madagascar (108) - Zimbabwe (109) - República Centro-Africana (112) - Namíbia (113) - Serra Leoa (115) - Moçambique (117) - Guiné-Bissau (118) - Angola (123) - Malawi (126) - Togo (128) - Sudão (130) - Tanzânia (131) | - Burundi (134) - Ruanda (136) - Guiné Equatorial (141) - Essuatíni (141) - Lesoto (145) - Botsuana (147) - Comores (148) - Etiópia (150) | - Libéria (153) - Maurícia (157) - Gâmbia (161) - Sudão do Sul (168) - Chade (176) - São Tomé e Príncipe (185) - Seicheles (194) - Djibouti (195) |

## Rodada preliminar
Os quatro vencedores avançaram para a fase de grupos.
| Equipe 1     | Total       | Equipe 2            | 1.º jogo | 2.º jogo |
| ------------ | ----------- | ------------------- | -------- | -------- |
| Libéria      | 1–1 (4–5 p) | Chade               | 1–0      | 0–1      |
| Sudão do Sul | 3–1         | Seicheles           | 2–1      | 1–0      |
| Maurícia     | 2–5         | São Tomé e Príncipe | 1–3      | 1–2      |
| Djibouti     | 2–2 (2–3 p) | Gâmbia              | 1–1      | 1–1      |

## Fase de grupos
As duas melhores equipes de cada grupo se classificaram para a 33ª edição do Campeonato Africano das Nações.
|  | Equipes classificadas para o Campeonato Africano das Nações de 2021 |
|  | Equipes eliminadas                                                  |

### Grupo A
| Pos. | Seleção  | Pts | J | V | E | D | GP | GC | SG  |
| ---- | -------- | --- | - | - | - | - | -- | -- | --- |
| 1    | Mali     | 13  | 6 | 4 | 1 | 1 | 10 | 4  | +6  |
| 2    | Guiné    | 11  | 6 | 3 | 2 | 1 | 8  | 5  | +3  |
| 3    | Namíbia  | 9   | 6 | 3 | 0 | 3 | 8  | 7  | 1   |
| 4    | ChadeCHA | 1   | 6 | 0 | 1 | 5 | 2  | 12 | −10 |

|         | MLI | GUI | NAM | CHA |
| ------- | --- | --- | --- | --- |
| Mali    |     | 2–2 | 1–0 | 3–0 |
| Guiné   | 1–0 |     | 2–0 | 1–0 |
| Namíbia | 1–2 | 2–1 |     | 2–1 |
| Chade   | 0–2 | 1–1 | 0–3 |     |

CHA
Em 22 de março de 2021, a CAF desclassificou a  Chade devido à interferência do governo no futebol. Como resultado disso, os dois jogos restantes envolvendo Chade - casa contra Namíbia e fora contra Mali, não serão disputados como programado e, eventualmente, serão atribuídos como vitórias por 3-0 para os oponentes do Chade (de acordo com as disposições dos Artigos 61 e 64 do regulamento da competição

### Grupo B
| Pos. | Seleção        | Pts | J | V | E | D | GP | GC | SG |
| ---- | -------------- | --- | - | - | - | - | -- | -- | -- |
| 1    | Burquina Fasso | 12  | 6 | 3 | 3 | 0 | 6  | 2  | +4 |
| 2    | Malawi         | 10  | 6 | 3 | 1 | 2 | 4  | 5  | -1 |
| 3    | Uganda         | 8   | 6 | 2 | 2 | 2 | 3  | 2  | +1 |
| 4    | Sudão do Sul   | 3   | 6 | 1 | 0 | 5 | 2  | 6  | −4 |

|              | BUR | UGA | MAW | SSD |
| ------------ | --- | --- | --- | --- |
| Burkina Faso |     | 0–0 | 3–1 | 1-0 |
| Uganda       | 0–0 |     | 2–0 | 1–0 |
| Malawi       | 0–0 | 1-0 |     | 1–0 |
| Sudão do Sul | 1–2 | 1–0 | 0–1 |     |

### Grupo C
| Pos. | Seleção             | Pts | J | V | E | D | GP | GC | SG  |
| ---- | ------------------- | --- | - | - | - | - | -- | -- | --- |
| 1    | Gana                | 13  | 6 | 4 | 1 | 1 | 9  | 3  | +6  |
| 2    | Sudão               | 12  | 6 | 4 | 0 | 2 | 9  | 3  | +6  |
| 3    | África do Sul       | 10  | 6 | 3 | 1 | 2 | 8  | 7  | +1  |
| 4    | São Tomé e Príncipe | 0   | 6 | 0 | 0 | 6 | 3  | 16 | −13 |

|                     | GHA | RSA | SUD | STP |
| ------------------- | --- | --- | --- | --- |
| Gana                |     | 2–0 | 2–0 | 3–1 |
| África do Sul       | 1-1 |     | 1–0 | 2–0 |
| Sudão               | 1–0 | 2–0 |     | 4–0 |
| São Tomé e Principe | 0–1 | 2–4 | 0–2 |     |

### Grupo D
| Pos. | Seleção  | Pts | J | V | E | D | GP | GC | SG |
| ---- | -------- | --- | - | - | - | - | -- | -- | -- |
| 1    | Gâmbia   | 10  | 6 | 3 | 1 | 2 | 9  | 7  | +2 |
| 2    | Gabão    | 10  | 6 | 3 | 1 | 2 | 8  | 6  | +2 |
| 3    | RD Congo | 9   | 6 | 1 | 3 | 1 | 4  | 5  | -1 |
| 4    | Angola   | 4   | 6 | 1 | 1 | 4 | 4  | 7  | −3 |

|          | COD | GAB | ANG | GAM |
| -------- | --- | --- | --- | --- |
| RD Congo |     | 0–0 | 0–0 | 1–0 |
| Gabão    | 3-0 |     | 2–1 | 2–1 |
| Angola   | 0–1 | 2–0 |     | 1–3 |
| Gâmbia   | 2–2 | 2–1 | 1-0 |     |

### Grupo E
| Pos. | Seleção                   | Pts | J | V | E | D | GP | GC | SG |
| ---- | ------------------------- | --- | - | - | - | - | -- | -- | -- |
| 1    | Marrocos                  | 11  | 5 | 3 | 2 | 0 | 9  | 1  | +8 |
| 2    | Mauritânia                | 9   | 6 | 2 | 3 | 1 | 5  | 4  | 1  |
| 3    | Burundi                   | 5   | 5 | 1 | 2 | 2 | 6  | 9  | −3 |
| 4    | República Centro-Africana | 4   | 6 | 1 | 1 | 4 | 5  | 11 | −6 |

|                           | MAR | MTN | CAF | BDI    |
| ------------------------- | --- | --- | --- | ------ |
| Marrocos                  |     | 0–0 | 4–1 | 30 mar |
| Mauritânia                | 0-0 |     | 2–0 | 1–1    |
| República Centro-Africana | 0–2 | 0-1 |     | 2–0    |
| Burundi                   | 0–3 | 3–1 | 2-2 |        |

### Grupo F
| Pos. | Seleção    | Pts | J | V | E | D | GP | GC | SG |  |
| ---- | ---------- | --- | - | - | - | - | -- | -- | -- |  |
| 1    | Camarões   | 11  | 6 | 3 | 2 | 1 | 8  | 4  | +4 |  |
| 2    | Cabo Verde | 10  | 6 | 2 | 4 | 0 | 6  | 3  | 3  |  |
| 3    | Ruanda     | 6   | 6 | 1 | 3 | 2 | 1  | 3  | −2 |  |
| 4    | Moçambique | 4   | 6 | 1 | 1 | 4 | 5  | 10 | −5 |  |

|            | CMR | CPV | MOZ | RWA |
| ---------- | --- | --- | --- | --- |
| Camarões   |     | 0–0 | 4–1 | 0-0 |
| Cabo Verde | 3–1 |     | 2–2 | 0–0 |
| Moçambique | 0–2 | 0-1 |     | 2–0 |
| Ruanda     | 0–1 | 0–0 | 1–0 |     |

### Grupo G
| Pos. | Seleção | Pts | J | V | E | D | GP | GC | SG |
| ---- | ------- | --- | - | - | - | - | -- | -- | -- |
| 1    | Egito   | 12  | 6 | 3 | 3 | 0 | 10 | 3  | +7 |
| 2    | Comores | 9   | 6 | 2 | 3 | 1 | 4  | 6  | -2 |
| 3    | Quénia  | 7   | 6 | 1 | 4 | 1 | 7  | 7  | 0  |
| 4    | Togo    | 2   | 6 | 0 | 2 | 4 | 3  | 8  | -5 |

|         | EGY | KEN | TOG | COM |
| ------- | --- | --- | --- | --- |
| Egito   |     | 1–1 | 1–0 | 4–0 |
| Quênia  | 1–1 |     | 1–1 | 1–1 |
| Togo    | 1–3 | 1–2 |     | 0–1 |
| Comores | 0–0 | 2–1 | 0–0 |     |

### Grupo H
| Pos. | Seleção  | Pts | J | V | E | D | GP | GC | SG  |
| ---- | -------- | --- | - | - | - | - | -- | -- | --- |
| 1    | Argélia  | 14  | 6 | 4 | 2 | 0 | 19 | 6  | +13 |
| 2    | Zimbabwe | 8   | 6 | 2 | 2 | 2 | 6  | 8  | -2  |
| 3    | Zâmbia   | 7   | 6 | 2 | 1 | 3 | 4  | 10 | -6  |
| 4    | Botsuana | 4   | 6 | 1 | 1 | 4 | 2  | 9  | -7  |

|          | ALG | ZAM | ZIM | BOT |
| -------- | --- | --- | --- | --- |
| Argélia  |     | 5–0 | 3–1 | 5–0 |
| Zâmbia   | 3-3 |     | 1–2 | 2–1 |
| Zimbabwe | 2–2 | 0–2 |     | 0–0 |
| Botsuana | 0–1 | 1–0 | 0–1 |     |

### Grupo I
| Pos. | Seleção      | Pts | J | V | E | D | GP | GC | SG  |
| ---- | ------------ | --- | - | - | - | - | -- | -- | --- |
| 1    | Senegal      | 14  | 6 | 4 | 2 | 0 | 10 | 2  | +8  |
| 2    | Guiné-Bissau | 9   | 6 | 3 | 0 | 3 | 9  | 7  | +2  |
| 3    | Congo        | 8   | 6 | 2 | 2 | 2 | 5  | 5  | 0   |
| 4    | Essuatíni    | 2   | 6 | 0 | 2 | 4 | 3  | 13 | -10 |

|              | SEN | CGO | GBS | SWZ |
| ------------ | --- | --- | --- | --- |
| Senegal      |     | 2–0 | 2–0 | 1-1 |
| Congo        | 0–0 |     | 3–0 | 2–0 |
| Guiné-Bissau | 0–1 | 3-0 |     | 3–0 |
| Suazilândia  | 1–4 | 0–0 | 1-3 |     |

### Grupo J
| Pos. | Seleção          | Pts | J | V | E | D | GP | GC | SG  |
| ---- | ---------------- | --- | - | - | - | - | -- | -- | --- |
| 1    | Tunísia          | 16  | 6 | 5 | 1 | 0 | 14 | 5  | +10 |
| 2    | Guiné Equatorial | 9   | 6 | 3 | 0 | 3 | 7  | 7  | 0   |
| 3    | Tanzânia         | 7   | 6 | 2 | 1 | 3 | 5  | 6  | -1  |
| 4    | Líbia            | 3   | 6 | 1 | 0 | 5 | 7  | 15 | -8  |

|                  | TUN | LBA | TAN | GEQ |
| ---------------- | --- | --- | --- | --- |
| Tunísia          |     | 4–1 | 1–0 | 2–1 |
| Líbia            | 2-5 |     | 2–1 | 2–3 |
| Tanzânia         | 1–1 | 1–0 |     | 2–1 |
| Guiné Equatorial | 0–1 | 1–0 | 1-0 |     |

### Grupo K
| Pos. | Seleção         | Pts | J | V | E | D | GP | GC | SG  |
| ---- | --------------- | --- | - | - | - | - | -- | -- | --- |
| 1    | Costa do Marfim | 13  | 6 | 4 | 1 | 1 | 11 | 5  | +6  |
| 2    | Etiópia         | 9   | 6 | 3 | 0 | 3 | 10 | 6  | +4  |
| 3    | Madagascar      | 8   | 6 | 2 | 2 | 2 | 9  | 9  | 0   |
| 4    | Níger           | 4   | 6 | 1 | 1 | 4 | 3  | 13 | -10 |

|                 | CIV | NIG | MAD | ETH |
| --------------- | --- | --- | --- | --- |
| Costa do Marfim |     | 1–0 | 2–1 | 3-1 |
| Níger           | 0-3 |     | 2–6 | 1–0 |
| Madagascar      | 1–1 | 0-0 |     | 1–0 |
| Etiópia         | 2–1 | 3–0 | 4–0 |     |

### Grupo L
| Pos. | Seleção    | Pts | J | V | E | D | GP | GC | SG |
| ---- | ---------- | --- | - | - | - | - | -- | -- | -- |
| 1    | Nigéria    | 14  | 6 | 4 | 2 | 0 | 14 | 7  | +7 |
| 2    | Serra Leoa | 7   | 6 | 1 | 4 | 1 | 6  | 6  | 0  |
| 3    | Benim      | 7   | 6 | 2 | 1 | 3 | 3  | 4  | -1 |
| 4    | Lesoto     | 3   | 6 | 0 | 3 | 3 | 3  | 9  | -6 |

|            | NGR | BEN | SLE | LES |
| ---------- | --- | --- | --- | --- |
| Nigéria    |     | 2–1 | 4–4 | 3-0 |
| Benim      | 0-1 |     | 1–0 | 1–0 |
| Serra Leoa | 0–0 | 1–0 |     | 1–1 |
| Lesoto     | 2–4 | 0–0 | 0-0 |     |

## Seleções classificadas

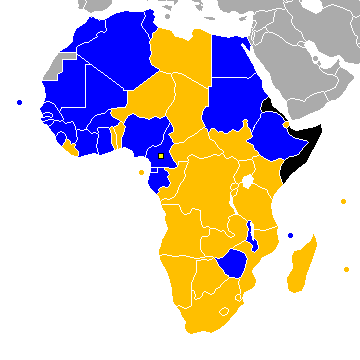
Classificado
Não se classificou
Não participou
Não filiado à CAF
Pode se classificar

| País             | Classificado como               | Data da classificação  | Participação | Melhor resultado                                   |
| ---------------- | ------------------------------- | ---------------------- | ------------ | -------------------------------------------------- |
| Camarões         | Vencedor do grupo F / Anfitrião | 30 de janeiro de 2019  | 20ª          | Campeão (1984, 1988, 2000, 2002, 2017)             |
| Senegal          | Vencedor do grupo I             | 15 de novembro de 2020 | 16ª          | Vice-campeão (2002)                                |
| Argélia          | Vencedor do grupo H             | 16 de novembro de 2020 | 19ª          | Campeã (1990, 2019)                                |
| Mali             | Vencedor do grupo A             | 17 de novembro de 2020 | 12ª          | Vice-campeão (1972)                                |
| Guiné            | 2º colocado do grupo A          | 24 de março de 2021    | 12ª          | Vice-campeão (1976)                                |
| Tunísia          | Vencedor do grupo J             | 17 de novembro de 2020 | 20ª          | Campeã (2004)                                      |
| Comores          | 2º colocado do grupo G          | 25 de março de 2021    | 1ª           | Estreante                                          |
| Egito            | Vencedor do grupo G             | 25 de março de 2021    | 25ª          | Campeão (1957, 1959, 1986, 1998, 2006, 2008, 2010) |
| Gâmbia           | Vencedor do grupo D             | 25 de março de 2021    | 1ª           | Estreante                                          |
| Gabão            | 2º colocado do grupo D          | 25 de março de 2021    | 8ª           | Quartas-de-final (1996, 2012)                      |
| Gana             | Vencedor do grupo C             | 25 de março de 2021    | 22ª          | Campeã (1963, 1965, 1978, 1982)                    |
| Burquina Fasso   | Vencedor do grupo B             | 24 de março de 2021    | 13ª          | Vice-campeão (2013)                                |
| Zimbabwe         | 2º colocado do grupo H          | 25 de março de 2021    | 5ª           | Primeira fase (2004, 2006, 2017)                   |
| Guiné Equatorial | 2º colocado do grupo J          | 25 de março de 2021    | 3ª           | Quarto lugar (2015)                                |
| Marrocos         | Vencedor do grupo E             | 26 de março de 2021    | 18ª          | Campeão (1976)                                     |
| Costa do Marfim  | Vencedor do Grupo K             | 26 de março de 2021    | 24ª          | Campeã (1992, 2015)                                |
| Nigéria          | Vencedor do Grupo L             | 27 de março de 2021    | 16ª          | Campeã (1980, 1994, 2013)                          |
| Sudão            | 2º colocado do grupo C          | 28 de março de 2021    | 8ª           | Campeã (1970)                                      |
| Malawi           | 2º colocado do Grupo B          | 29 de março de 2021    | 3ª           | Primeira fase (1984, 2010)                         |
| Guiné-Bissau     | 2º colocado do Grupo I          | 30 de março de 2021    | 3ª           | Primeira fase (2017, 2019)                         |
| Cabo Verde       | 2º colocado do Grupo F          | 30 de março de 2021    | 3ª           | Quartas-de-final (2013)                            |
| Mauritânia       | 2º colocado do Grupo E          | 30 de março de 2021    | 2ª           | Primeira fase (2019)                               |
| Etiópia          | 2º colocado do Grupo K          | 30 de março de 2021    | 11ª          | Campeã (1962)                                      |
| Serra Leoa       | 2º colocado do Grupo L          | 15 de junho de 2021    | 3ª           | Primeira fase (1994, 1996)                         |